# Джонни, я с трудом тебя узнала (фильм, 1977)
«Джо́нни, я с трудо́м тебя́ узна́ла» (англ. Johnny, We Hardly Knew Ye) — американский биографический телефильм режиссёра Гилберта Кэйтса 1977 года.

## Сюжет
Созданный на основе книги-бестселлера, фильм повествует о первом правлении Джона Кеннеди в сенаторском кресле в 1946 году.

## В ролях
- Том Беренджер — Билли Саттон
- Джозеф Бова — отец Робинсон
- Кевин Конуэй — Дэвид Ф. Пауэрс
- Пэдди Крофт — сестра Пауэрса
- Э. Брайан Дин — Макгроу
- Брайан Деннехи — рыбак
- Мэри Дайвни — миссис Мёрфи
- Джоэнн Дюссо — Хезер Ван Ватт
- Шон П. Гриффин — Салливан
- Берни Макинерни — Салли
- Рон Макларти — Бабба
- Кеннет Макмиллан — Соуфти МакНамара
- Бёрджесс Мередит — Джон Ф. «Дорогой Фиц» Фицжеральд
- Лиз Мур — миссис Галлахер
- Боб О’Коннелл — О’Брайэн
- Чип Олкотт — Шорти
- Берни Пасселтинер — Мо Шапиро
- Дэвид С. Пауэрс — командир Легиона
- Уилльям Лерой Принс — Джозеф Патрик Кеннеди
- Джон Рэмзи — Тип Тобин
- Ширли Рич — миссис Роза Кеннеди
- Пол Радд — Джон Кеннеди
- Ребекка Сэнд — Джун Невилл
- Ричард Вентура — Джо Кейн
- Шон Макаллистер — рыбак (в титрах не указан)

## Интересные факты
- Отрывок из фильма обыгрывается в компьютерной игре «The Simpsons: Virtual Springfield».